# Бисендорф
Бисендорф (њем. Bissendorf) општина је у њемачкој савезној држави Доња Саксонија. Једно је од 34 општинска средишта округа Оснабрик. Према процјени из 2010. у општини је живјело 14.331 становника. Посједује регионалну шифру (AGS) 3459012.

## Географски и демографски подаци
Бисендорф се налази у савезној држави Доња Саксонија у округу Оснабрик. Општина се налази на надморској висини од 99 метара. Површина општине износи 96,4 km².

## Становништво
У самом мјесту је, према процјени из 2010. године, живјело 14.331 становника. Просјечна густина становништва износи 149 становника/km².